# Estrella Xtravaganza
Estrella Xtravaganza, nom artístic de Fernando Carretero Vega (Jerez de la Frontera, 2 de desembre de 1995), és una drag queen espanyola.

## Biografia
Carretero va estudiar periodisme a Barcelona, on resideix. Va iniciar la seva carrera en l'art drag el 2018. També té un grup de música, Lolita Express, que va gravar l'àlbum El futur és underground.
Estrella Xtravaganza va triar el seu nom drag a partir del seu gust per la pel·lícula La sireneta, prenent el primer nom d'Estrella de Mar, i de «House of Xtravaganza», una de les famílies drags més reconegudes de Nova York.
En 2022 va ser anunciada com una de les participants de la segona temporada de Drag Race España, versió espanyola de la franquícia Drag Race. Durant l'episodi de talent xou, va presentar Grossa i divina, cançó amb base musical de «Roar» de Katy Perry. Va arribar a la final, però no va aconseguir aconseguir la victòria, títol que va obtenir la seva companya Sharonne. Després de la seva participació en el reality, va ser part de l'elenc de l'espectacle Gran Hotel de las Reinas.
També va fitxar amb la plataforma AtresPlayer per a protagonitzar al costat de Supremme de Luxe, Sharonne i Pupi Poisson Reinas al rescate, on viatjaran per localitats de l'Espanya profunda buscant històries LGBTI.

## Filmografia

### Televisió
- Drag Race España (2022) (finalista)
- Alguna pregunta més? (2022)
- Reinas al rescate (2022) (presentadora)

## Discografia

### Àlbums
- El futuro es underground (amb Lolita Express)[1]
- Gorda y divina

### Senzills
- La reina de la granja[1]
- Fiesta (amb Turista Sueca)[1]
- Gorda y divina
- Llévame al cielo (Remix) (amb Supremme de Luxe, Sharonne, Marina i Venedita Von Däsh)
- Merca Donna Girl
- Las divas también lloran[8]
- Maricón (amb Choriza May)

## Publicacions
- Estrella Xtravaganza es travestí[1]